# Тайное (Томская область)
Та́йное — деревня в Верхнекетском районе Томской области России. Входит в состав Палочкинского сельского поселения.

## География
Деревня находится в восточной части Томской области, в пределах Чулымской равнины, на левом берегу протоки Таинская Анга реки Кеть, вблизи места впадения в неё реки Петейги, на расстоянии примерно 53 километров (по прямой) к западу-юго-западу (WSW) от рабочего посёлка Белый Яр, административного центра района. Абсолютная высота — 68 метров над уровнем моря.

### Часовой пояс
Деревня Тайное, как и вся Томская область, находится в часовой зоне МСК+4. Смещение применяемого времени относительно UTC составляет +7:00.

## История
Основано в 1726 году. Исторический населённый пункт южных селькупов (группа сюссыкум) — юрты Тайные. Коренные селькупские фамилии — семьи Сербиных, Сопыряевых, Кузуровых. Поселение входило в Нянжинскую инородческую волость Нарымского края.
В 1897 г.: 7 хозяйств – 36 человек. В 1911 г.: 7 хозяйств – 29 селькупов и 2 русских. Позднее как русские жители в этом посёлке упоминаются Ларионовы, Фатеевы.
По данным 1926 года в юртах Тайна имелось 7 хозяйств и проживало 39 человек (в основном — остяки). В административном отношении населённый пункт входил в состав Широковского сельсовета Колпашевского района Томского округа Сибирского края.
Летом 1951 г. юрты Тайные посетила томский этнограф Г.И. Пелих и записала целый ряд образцов селькупского фольклора, в основном от информанта Сербина Василия Филимоновича.

### Селькупские ремёсла
Каменные орудия долгое время продолжали сохраняться в быту, несмотря на то, что добыча камня была в Нарыме трудным делом. Камни вообще, а особенно большие, встречаются здесь чрезвычайно редко. В начале 1970-х годов ещё были старики, которые говорили, что они в молодости специально занимались поисками камней. Обычно с каждым большим камнем связывается какая-либо легенда. Селькуп В.С. Сербин, отец которого был когда-то большим специалистом по отысканию камней, рассказывает:
Отец у меня ничего не боялся. Он самородные камни копал. Находил камни длиною в 2—3 м, шириной в 0,5 м. Нам показывал. Такой камень били, били — ничего сделать не могли. Тогда костёр на нем разожгли, водой заливали, он и раскололся. Куски домой привезли. Однажды у нас, у юрт Тайных, такой случай был: отец копал с племянником камень на большом острове. Три метра земли вынули — у них всё валиться начало. Доски стали ставить, упоры. Затем ни топор, ни пешня не стали землю брать, как об железо бьются. Отец бил, бил, а там как загремело! Как посуда ломается или остров богатырский обвалился. Племянник отца за верёвку из ямы вытащил. Так и бросили это место.Записано Галиной Ивановной Пелих летом 1951 г. в юртах Тайных на Кети.

### Тайинские курганы
Группа курганов имеется в бору по речке Анге, недалеко от дер. Тайны (Тая).

## Население
| 1920 | 2002 | 2010 | 2012 | 2013 | 2014 | 2015 |
| ---- | ---- | ---- | ---- | ---- | ---- | ---- |
| 31   | ↘24  | ↘8   | ↘7   | →7   | →7   | →7   |
| 2021 |      |      |      |      |      |      |
| ↘6   |      |      |      |      |      |      |

Гендерный состав
По данным Всероссийской переписи населения 2010 года в гендерной структуре населения мужчины составляли 75 %, женщины — соответственно 25 %.
Национальный состав
Согласно результатам переписи 2002 года, в национальной структуре населения русские составляли 79 %.

## Селькупское название
Название деревни Пет́т́ей Кын Та̄буй Е̄ды, Пет́т́ен Та̄бу переводится с кетского диалекта южноселькупского языка как "чебаковой реки устьевая деревня", "чебаковое устье".

## Улицы
Уличная сеть деревни состоит из одной улицы (ул. Таёжная).